# چوپان آتش (ترانه)
«چوپان آتش» (به انگلیسی: Shepherd of Fire) نام ترانه‌ای از اونجد سون‌فولد، گروه هوی متال آمریکایی است. این آهنگ در تاریخ ۷ نوامبر ۲۰۱۳ منتشر شد. ترانه صحنه از آلبوم، درود بر پادشاه است. این ترانه، آهنگ رسمی بازی ویدئویی ندای وظیفه: بلک اپس ۲ بخش زامبی بوده است. همچنین یکی از ترانه های بازی EA Sport UFC می باشد. این ترانه شباهت بسیار زیادی به ترانه مرد شنی وارد می‌شود از متالیکا دارد.